# Син полку (фільм, 1946)
«Син полку» (рос. Сын полка) — радянський художній фільм 1946 року режисера Василя Проніна. Фільм знятий за однойменною повістю Валентина Катаєва.

## Сюжет
Під час німецько-радянської війни солдати Червоної Армії підбирають хлопчика-сироту. Він не хоче їхати в тил і стає розвідником при батареї. Коли обслуга батареї гине в бою, Ваню відправляють у Суворовське училище, учні якого беруть участь у військовому параді на Красній площі.

## У ролях
- Юра Янчин — Ваня
- Олександр Морозов — Дмитро Єнакієв, гвардії капітан (озвучив В'ячеслав Тихонов)
- Григорій Плужник — єфрейтор Біденко
- Микола Парфьонов — Кузьма Горбунов
- Андрій Яхонтов — розвідник Єгоров
- Вова Синєв
- Микола Волков (ст.)
- Олександр Тімонтієв
- Павло Волков
- Тетяна Баришева - лікарка
- Андрій Петров

## Знімальна група
- Сценаристи: Валентин Катаєв
- Режисер-постановник: Василь Пронін
- Художник-постановник: Петро Бейтнер
- Оператор: Григорій Гарібян
- Композитор: Анатолій Лепін

## Цікаві факти
- У 1970 році фільм відновлений на кіностудії «Мосфільм» із записом нової фонограми.